# Cerberus Tholi
I Cerberus Tholi sono una formazione geologica della superficie di Marte.
Prendono il nome da Cerbero, il cane tricefalo guardiano degl'inferi nella mitologia greca.